# Afonso de Melo
Afonso Joaquim de Sampaio e Paiva de Melo (Águeda, 18 de janeiro de 1964) é um jornalista e escritor e poeta  português.
Cursou Direito, mas enveredou pelo jornalismo. Colaborou desde muito cedo na «Soberania do Povo», esteve no «Semanário», passou fugazmente pel’ «O Liberal».
Foi redactor de «O Século»; colaborador eventual de «O Jornal», a convite de Fernando Assis Pacheco; colaborador e, mais tarde, redactor de «A Bola», cumprindo as funções de editor da secção internacional e sendo responsável pela concepção e edição de um suplemento chamado «A Bola de Domingo».
Ainda em «A Bola» foi coordenador de «A Bola Magazine». Foi Editor de Redacção de «O Jogo»; colaborador de «O Comércio do Porto» e de «A Capital», para os quais cobriu o Mundial de 2002 na Coreia do Sul/Japão; comentador de futebol internacional da «Sport TV» e colunista da revista «Record Dez». Escreveu na revista «Fócus». foi correspondente em Portugal do jornal espanhol «As» e do jornal polaco «Reczespospolita», bem como colaborador das revistas japonesas «Soccer Hiyo» e «Sportiva2». Durante o Campeonato do Mundo de Futebol de 2002, foi colunista do jornal Aajkaal, de Calcutá. Em 2008, foi director editorial do único semanário que existiu de futebol - «Jornada».
Publicou reportagens e artigos de viagens na revista «Vida Mundial», no «Jornal de Letras», no suplemento «Fugas» do jornal «Público» e na revista «Atlântica». Viajante compulsivo, tem fortes ligações à Índia para onde viaja com frequência. Possui um vastíssimo portfólio fotográfico recolhidos das suas viagens a cerca de 130 países. Dedica-se igualmente à pintura e ao desenho a carvão.
Escreveu muitos dos textos da «Grande Enciclopédia dos Europeus de Futebol», do «Diário de Notícias», tendo também contribuído para o «Anuário 2005», do mesmo «Diário de Notícias».
Foi durante muitos anos fornecedor de matérias para a «Grande Enciclopédia Portuguesa e Brasileira». Foi correspondente em Portugal da revista francesa «France Football» de 1995 a 2004. Fez parte do Gabinete de Imprensa do Euro 2004, como Media Relations Manager, e foi Assessor de Imprensa para a Selecção A de futebol desde Janeiro de 2004 a Julho de 2006, tento estado presente no Euro 2004 e no Campeonato do Mundo de 2006.
Foi membro da Comissão de Honra e da Comissão Política da Candidatura de Manuel Alegre à Presidência da República, sendo um dos responsáveis pelas áreas de Comunicação e Marketing.
Colaborou com a Fundação Luís Figo na área de comunicação.
Foi colunista do jornal «O Benfica» e colaborador da «BenficaTV». Foi investigador e fornecedor de dados e de textos para o Museu Cosme Damião.
Durante o Euro-2008, escreveu para o jornal Sol e, durante o Euro-2012 foi colunista da revista «Flash» na Ucrânia, acompanhando a Selecção Nacional. Cobriu o Europeu de 2016 para os jornais «i», «Sol» e «Região de Águeda», tal como a Taça das Confederações de 2017, o Mundial 2018, a Liga das Nações de 2019, o Europeu de 2020, o Mundial de 2022 e o Europeu de 2024. Desde 1996 que acompanhou todas as presenças de Portugal nas fases finais das grandes competições. A convite de Mario Ramires foi redactor principal dos jornais «i» e «Sol» durante nove anos, ao fim dos quais se demitiu após ver textos seus censurados pela direcção que entrou em funções em Abril de 2025.
É Oficial da Ordem do Mérito (5 de julho de 2004), Medalha de Ouro da Federação Portuguesa de Futebol, membro honorário da Ordem da Nossa Srª da Conceição de Vila Viçosa e Judeu de Ouro da ANATA, Associação dos Naturais de Águeda.
Traduziu livros para diversas editoras, entre os quais «Ruter O Vermelho», «Por que Hiran é Grande?», «Três Lições Sobre o Estado Providência», «A Minha Autobiografia - Alex Ferguson».
«Sven-Goran Eriksson - A Minha Vida».
É bisneto do poeta e jornalista Acácio de Paiva.
É igualmente bisneto de Afonso de Melo Pinto Veloso,  magistrado, administrador de empresas e político que exerceu importantes funções políticas durante a Primeira República Portuguesa e filho do conselheiro Afonso de Melo.
Tem uma vasta obra literária que entra pela crónica, pelo romance, pelos livros infantis e pelas biogafias. É provavelmente o maior investigador sobre o futebol português e o único que compilou toda a existência da Selecção Nacional em factos e números.
Muitas das suas reportagens sobre o mundo da corrupção do futebol foram sujeitas a tentativas de silenciamento. Venceu todas as acções que lhe moveram no Tribunal Europeu dos Direito do Homem.

## Livros[4]
- Portugal em calções: diário de um jornalista no Mundial 2002 (crónicas, Oficina do Livro) 2002
- A Lenda de Jorge Bum!, com Ponto de Exclamação (contos, Prime Books) 2003
- Guia dos resultados da Selecção Nacional de Futebol 2004 (D. Quixote) 2004
- Doping – A Triste Vida do Super-Homem (reportagem, em parceria com Rogério Azevedo, D. Quixote) 2004
- Cinco Escudos Azuis – A história da selecção nacional de futebol de 1921 aos nossos dias (D. Quixote, com uma primeira edição de 2004 e reedição actualizada em 2006, publicada em forma de álbum aquando do centenário da Selecção Nacional)
- Uma Sombra Laranja-Tigre: em forma de panchatantra (romance, D. Quixote, aconselhado pelo Plano Nacional de Leitura) 2005; reeditado pela Âncora em 2016.
- poema sem maiúsculas na colectânea de poemas inéditos Tantas Mãos, a Mesma Primavera (Oficina do Livro) 2005
- Viagem em Redor do Planeta Eusébio (Prime Books) 2005
- A Princesa-Que-Tinha-Uma-Luz-Por-Dentro (conto, Oficina do Livro) 2005
- Factos, Números e Nomes da Selecção Nacional de Futebol (D. Quixote) 2005
- Não Morrerei em Buenos Aires (poemas, D. Quixote) 2006
- El Corazón Negro de Portugal - Todos Tenemos Una Buena História de Futbol (a propósito do Mundial 2006, Cafediario, Barcelona) 2006
- A Noite Negra da Luz com um Pouquinho de Brasil, Iá, Iá…, texto inserido no livro A Bola ao Ritmo de Fado e Samba (Edições Afrontamento) 2013
- A Pátria Fomos Nós (crónicas, Prime Books) 2006
- Um Ano na Vida de Luís Figo (foi o responsável pelos textos do livro do fotógrafo Hamish Brown, editado pela Fundação Luís Figo) 2007
- Pior do que Inimigos eram Irmãos: Cem anos de Benfica Sporting, Sporting Benfica 2007 (Prime Books)
- Tantas Vezes Tu (romance, Editora Erasmos) 1996
- Manuel Quarenta e Maria Quarentena – Dois Personagens à Espera de um Romance (conto na colectânea de contos 40 – D. Quixote)
- A Monótona Vida de Uóchinton Maria a Quem Chamavam o Homem-Porco (colectânea de contos portugueses inéditos, Histórias em Língua Portuguesa, Editora Ambar, organizada por Francisco Guedes)
- A Morte Tem Sempre Música de Fundo (numa colectânea de textos feitos sobre ilustrações de Pedro Zamith Oficina do Livro)
- Sonata para 5 Violinos (Prime Books, 2008)
- Sabiá na Gaiola - romance, Editora Âncora ISBN 978-972-780-251-7[1]
- O Cão ao Contrário» (e outras crónicas do contra) - Edições Zebra
- Apito Dourado - as entranhas do polvo» (história de uma investigação) - Edições Zebra
- «A Terra é um Planeta Onde Existe a Inglaterra» - crónicas absolutamente inglesas (Edições Zebra)
- «Ronaldo-Messi - O Duelo do Século» (Edições Zebra)
- «Eusébio Enciclopédia» (Edições Zebra)
- «O Coronel Zigmontas Dabravicius e o seu Exército de Flores» (conto, Edições Zebra)
- «Se Mais Mundo Houvera… - a volta ao Mundo em 700 jogos do Benfica (reportagem, Edições Zebra)
- «As Extraordinárias Aventuras de Áfrico Barthélémy d'Souza Três Minutos Depois de ter Morrido (romance, Edições Zebra)
- «Ode ao Sexo Fundamental» (poema inédito incluído na colectânea de poemas Os Poetas do Povo)
- «Os Alegres Dias do País Triste» - Dez anos se passaram sobre o Europeu português (Livros d'Hoje)
- «1966 - Homens com Pressa» - 50 anos sobre o Mundial de Inglaterra, Editora Âncora
- Memórias da Nação Valente - Portugal nos Mundiais de Futebol (Oficina do Livro)
- Tira o cavalo da frente (crónicas anacrónicas e pensamentos a conta-gotas) Editora Âncora, 2017
- O Outro Nome que a Vida Pode Ter (mais crónicas anacrónicas e pensamentos a conta-gotas) Editora Âncora, 2018
- Chovia Como se o Céu Doesse (terceira dose de crónicas anacrónicas de pensamentos a conta-gotas) Editora Âncora, 2019
- Se Tivesse Sido Eu a Inventar Deus (quarta dose de crónicas anacrónicas e pensamentos a conta-gotas), Editora Âncora, 2020
- Matemático das Seis Cordas (poesia), Editora Âncora, 2020
- Vira à Esquerda Quando Chegares ao Bojador (quinta dose de crónicas anacrónicas e pensamentos a conta-gotas), Editora Âncora, 2022
- Cinco Escudos Azuis - Os 100 anos da Selecção Nacional (versão álbum profusamente ilustrada e com todo o material estatístico da Selecção Nacional até Dezembro de 2021), Editora Âncora, 2021
- Eusébio (edição comemorativa do 80º aniversario de nascimento), Editora Âncora, 2022
- E Leia Abriu as Torneiras da Ternura (infantil), ilustrado por Ana Mesquita, Editora Âncora, 2023
- A Tragédia do Homem-Orquídea e outras eu-biografias (2025)